# Бибер, Шейн
Шейн Роберт Бибер (англ. Shane Robert Bieber; род. 31 мая 1995, Ориндж, Калифорния) — американский бейсболист, питчер клуба Главной лиги бейсбола «Кливленд Гардианс». Был выбран «индейцами» в четвёртом раунде на драфте МЛБ 2016. В 2018 году Бибер дебютировал в MLB с «Кливлендом», в 2019 году сыграл в Матче всех звёзд и в 2020 году получил приз Сая Янга Американской лиги.

## Ранние годы
Бибер учился в средней школе Лагуна-Хиллз в Лагуна-Хилс (штат Калифорния). Когда он был юниором, скорость подачи достигала в среднем 80 миль в час, а его умение как питчера бросить подачу туда, куда он намеревается, было сильной стороной. Бибер был приглашен команду колледжа Калифорнийского университета в Санта-Барбаре. Став главным в 2013 году, он имел показатель побед/поражений 8-4 с 1,40 ERA.
После окончания учёбы он поступил в Санта-Барбару, где играл за бейсбольную команду Калифорнийского университета в качестве проходного. На втором курсе он получил стипендию. В 2014 году он играл в университетский летний бейсбол в Лиге Западного побережья за команду «Каулиц Блэк Берс». В 2015 году он играл в бейсбольной лиге Кейп-Код за команду «Ярмут-Деннис Ред Сокс». В 2016 году, его показатель был 12-4 с 2,74 ERA в 18 стартах. Бибер был выбран клубом «Кливленд Индианс» в четвёртом раунде драфта МЛБ 2016 года.

## Профессиональная карьера

### Низшие лиги
Бибер подписал контракт и сделал свой профессиональный дебют в «Махонинг Вали Скрапперс», где провел весь сезон, сделав 0,38 ERA за 24 иннинга. 2017 год провел в составах «Лейк Каунтри Каптенс», «Линчберг Хиллкэтс» и «Акрон РабберДакс», установив комбинированный показатель 10-5 с 2,86 ERA в 28 стартах между тремя командами .
25 мая 2018 года Бибер провёл семиинниговый ноу-хиттер за «Коламбус Клипперс» в матче против «Гуиннетт Страйпс».

### «Кливленд Индианс/Гардианс»

#### 2018—2019

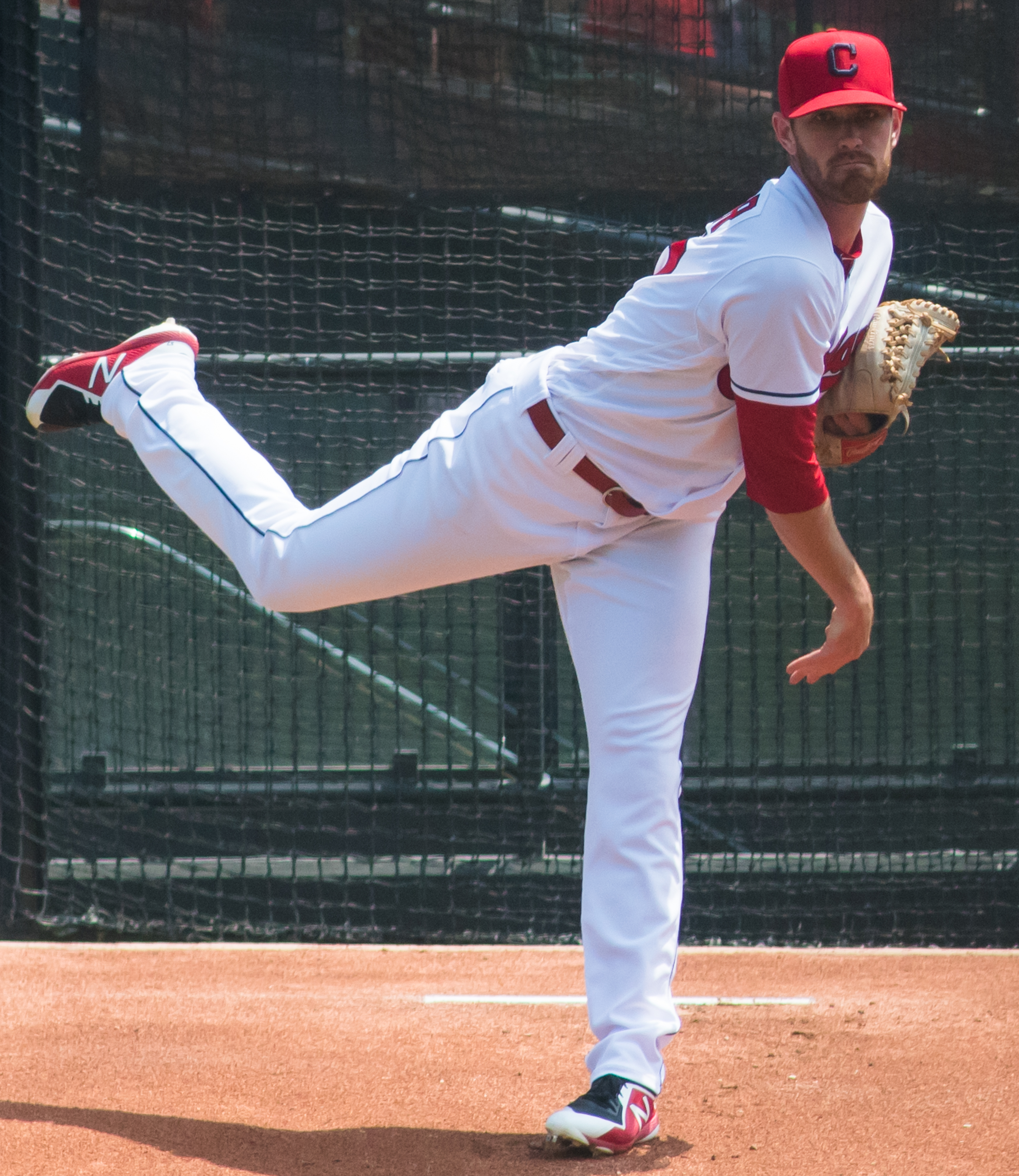
Бибер на «Прогрессив-филде» в 2018 году

31 мая 2018 года «Индианс» подписали контракт с Бибером и добавили его в свой активный список. В тот же вечер он дебютировал в MLB, выйдя стартовым против «Миннесоты Твинс» на «Таргет-филде». За 5,2 иннинга Шейн позволил сопернику сделать 4 рана, 8 хитов и 6 страйк-аутов. Несмотря на это, «Кливленд» победил в той встречи со счётом 9-8. Бибер закончил свой сезон новичка с показателем 11-5, 4,55 ERA и 118 страйк-аутами в 20 матчах.
В сезоне 2019 года, имея показатель 7-3 с 3,54 ERA за 18 игр (17 стартов), Бибер был впервые приглашен на матч всех звёзд МЛБ, который прошёл на «Прогрессив-филде» в Кливленде. Он 19 раз подал в пятом иннинге, а Американская лига победила со счётом 4-3. Бибер в той игре получил награду Самого ценного игрока матча всех звёзд. Закончил он сезон с показателем 15-8 в 34 играх (33 старта). За 214+1⁄3 иннига он сделал 259 страйк-аутов. В том сезоне он впервые был упомянут в голосовании за приз Сая Янга, заняв четвёртое место в Американской лиге.

#### 2020: Сай Янг и Тройная корона
В 2020 году «Индианс» сделали Бибера стартовым питчером в матче Дня открытия. Они встречались с «Канзас-Сити Роялс» на стадионе «Прогрессив Филд». Бибер выбил 14 бэттеров за шесть иннингов, установив командный рекорд по количеству аутов стартовым питчером в День открытия, а его команда выиграла со счетом 2-0. В своем следующем старте 30 июля против «Миннесоты Твинс» он выбил 13 бэттеров за восемь иннингов, сравнявшись с счет Карлом Спунером по наибольшим количеству аута среди питчеров в их первых двух стартах сезона .
В августе Бибер начал шесть игр с показателем 1,63 ERA и 57 аутами, включая пять стартов с двузначными числом аутов. По данным Elias Sports Bureau, по достижении 50 иннингов в сезоне Бибер сделал 84 аута, что является максимальным показателем стартового питчера в истории MLB за этот период. В конце месяца он возглавлял по показателям ERA (1,20), аутов (84), побед (6) и иннингов (52+2⁄3). В первый месяц сезона он был назван Питчером месяца Американской лиги. Бибер достиг отметки в 100 страйк-аутов за 62+1⁄3 иннинга, что стало самым быстрым набором аутов за один сезон в истории MLB, опередив Макса Шерзера с 63 иннингами в 2018 году.
В сезоне 2020 года Бибер стал первым питчером после Джастина Верландера и Клейтона Кершоу в 2011 году, выигравшим тройную корону Американской лиги (8 побед, 1,63 ERA, 122 аутов) в качестве лидера в каждой из трех категорий. Он также возглавлял АЛ в WAR (3.2), процент побед-поражений (0.889), наименьшее количество хитов за 9 иннингов (5.353) и среднем показателем страйкаутов за 9 иннингов (14.198).
В серии Уайлд-карда Американской лиге 2020 года против «Нью-Йорк Янкис» Бибер допустил семь ранов и девять хитов за 4+2⁄3 иннинга, а «Кливленд» проиграл со счетом 12-3. «Индианс» проиграл эту серию до двух побед, уступив во второй игре со счётом 10-9. По окончании сезона Бибер был награждён призом Сая Янга.

#### 2021
18 февраля 2021 года было объявлено, что у Бибера положительный результат на COVID-19.